# Marshall Govindan
Pour les articles homonymes, voir Govindan.
Marshall Govindan (Yogacharya M. Govindan Satchidananda) est un guru américain promoteur du Kriya Yoga, président des Éditions du Kriya Yoga de Babaji et de l’Ordre des Acharyas du Kriya Yoga de Babaji, un ordre qui comprend plus de 25 professeurs de Kriya Yoga, enseignant dans une vingtaine de pays et dans des ashrams à Saint Étienne de Bolton au Québec, Bangalore en Inde et à Colombo au Sri Lanka,,. Depuis l’an 2000, il a lancé un projet de préservation, transcription, traduction des œuvres littéraires des 18 Siddhas du Yoga tamouls, à partir d’anciens manuscrits rédigés sur feuilles de palmier jusque-là inconnus des anglophones. La dernière des sept éditions est la première traduction en anglais avec commentaires du Tirumandiram.  
En Inde, Govindan a été célébré pour sa contribution à ce travail,. En 2008, il a reçu le titre de « Yoga Acharya » par la Fédération Francophone de Yoga et il est devenu un des 39 "membres à vie du World Yoga Council" en reconnaissance de sa contribution au yoga.
M. Govindan Satchidananda a reçu le prix honorifique « Patanjali Award » de 2014 pour son service exceptionnel rendu au yoga par le World Wide Yoga Council et Dharmachari Swami Maitreyananda, Président de la Fédération Internationale de Yoga, la plus vieille et la plus importante association internationale de yoga, qui enregistre le plus grand nombre de professeurs de yoga. Le nom de Satchidananda a été ajouté à une longue liste de récipiendaires qui ont reçu le prix depuis 1986. Voir la liste des récipiendaires précédents  de ce prix ici. Satchidananda est un membre du « World Council » depuis 2008. Swami Maitreyananda a écrit sur son site web après sa rencontre avec lui en novembre 2012, au Québec : « Marshall Govindan Satchidananda » n'est pas seulement le plus célèbre maître de Kriya Yoga dans le monde, il a également réalisé un travail incroyable pour le Kriya Yoga. Je ne peux le comparer qu'à Paramahansa Yogananda.  Govindan Satchidananda est l'esprit de Babaji »

## Carrière
En 1970, diplômé de l'école du Service des Affaires Étrangères de l’université de Georgetown, il a été initié au Kriya Yoga par Yogi S.A.A. Ramaiah (1923-2006). Il est resté auprès de lui jusqu’en 1988 et l’a aidé à fonder 23 centres de Kriya Yoga dans le monde. Il a décrit ses deux rencontres avec le Mahavatar Babaji (guru réputé immortel dont l'existence est hypothétique), le guru de Yogi Ramaiah, au-dessus de Badrinath, dans l’Himalaya en 1999 et a beaucoup écrit sur Babaji et les Siddhas yogis. 

## Points de vue
Georg Feuerstein, indologiste et spécialiste du yoga, a écrit à propos de la publication du Tirumandiram de Govindan : « Ceux qui aiment le yoga et parlent anglais ainsi que le milieu universitaire doivent être extrêmement reconnaissants à Marshall Govindan (Satchitananda) pour avoir entrepris et soutenu ce projet colossal. »
En 1996, dans la critique du Yoga Journal, à propos de la publication du Tirumandiram : A Classic of Yoga and Tantra, Feuerstein a félicité Marshall Govindan pour sa contribution dans le domaine du Yoga Classique en publiant pour la première fois en anglais, ce qu’il appelle une des quatre plus importantes œuvres littéraires sur le yoga.
Dans sa critique du livre de Govindan Les Sûtras du Kriya Yoga de Patanjali et des Siddhas, dans la revue Yoga Journal en novembre 2001, Feuerstein a écrit : « Une contribution significative à la sadhana de chaque étudiant du yoga sérieux, cet ouvrage nouveau et volumineux (près de 300 pages), fruit de 10 années de travail, inclut une traduction détaillée, des conseils pour la pratique, des références d’autres commentaires et un index en sanskrit et en anglais des mots-clés. »
Stéphane Champagne, journaliste pour La Presse, journal de Montréal, a écrit : « le Maître de l’ashram, Marshall Govindan, et sa femme Durga sont pratiquement connus dans le monde entier. Ils enseignent le yoga aux États-Unis, en Europe et même en Inde. M. Govindan construit un ashram dans la région de Bangalore, la Silicone Valley de l’Inde. »